# Adiantum gravesii
Adiantum gravesii là một loài thực vật có mạch trong họ Adiantaceae. Loài này được Hance miêu tả khoa học đầu tiên năm 1875.